# Joop Castenmiller
Joop Castenmiller (* 16. Juni 1937; † 11. Juni 2015) war ein niederländischer Fußballspieler, -trainer und -funktionär.

## Sportlicher Werdegang
Castenmiller verdingte sich als Spieler bei Graaf Willem II VAC und VUC, dort wurde er der erste Auswahlspieler des Klubs in der niederländischen Amateurnationalmannschaft. Im Juni 1966 bestritt er für den Verein sein letztes Spiel als Aktiver, anschließend übernahm er das Traineramt bei Holland Sport. Später war er bei Hermes DVS, den er im Sommer 1971 in Richtung Excelsior Rotterdam in die Eredivisie verließ. 1973 stieg er mit dem Klub aus der höchsten Spielklasse ab. Anschließend war er beim Erstligisten Telstar tätig.
1977 holte der seinerzeitige Zweitligist Fortuna SC Castenmiller als neuen Trainer, über zehn Jahre sollte er in verschiedenen Positionen für den Klub tätig sein. 1979 verpasste er mit der Mannschaft als Zweiter der Aufstiegsrunde hinter Willem II Tilburg aufgrund der um ein Tor schlechteren Tordifferenz den Aufstieg in die Ehrendivision. 1980 übergab er das Traineramt an Frans Körver, er wechselte ins Management des Klubs. 1982 stieg der Klub in die erste Liga auf und erreichte zwei Jahre später das – letztlich gegen den Meister Feyenoord Rotterdam verlorene – Endspiel um den KNVB-Pokal. Im Europapokal der Pokalsieger 1984/85 erreichte die Mannschaft das Viertelfinale, schied aber gegen den späteren Titelgewinner FC Everton aus. 1988 verließ er aus gesundheitlichen Gründen den Klub.
1992 war Castenmiller noch kurzzeitig für den FC Den Haag, in dem sein ehemaliger Klub Holland Sport mittlerweile aufgegangen war, tätig. Pläne, dauerhaft den Managerposten zu übernehmen, zerschlugen sich jedoch.